# Phalotris mertensi
Espèce
Synonymes
- Elapomorphus mertensi Hoge, 1955

Phalotris mertensi  est une espèce de serpents de la famille des Dipsadidae.

## Répartition
Cette espèce est endémique du Brésil. Elle se rencontre dans les États de São Paulo, du Mato Grosso, du Minas Gerais, du Paraná et de Goiás.

## Étymologie
Cette espèce est nommée en l'honneur de Robert Friedrich Wilhelm Mertens.

## Publication originale
- Hoge, 1955 : Eine neue Schlange der Gattung Elapomorphus aus Brasilien. Senckenbergiana biologica, vol. 36, p. 301-304.